# راؤول موريتي
راؤول موريتي (بالفرنسية: Raoul Moretti)‏ هو ملحن فرنسي، ولد في 10 أغسطس 1893 في مارسيليا في فرنسا، وتوفي في 8 مارس 1954 في فينس في فرنسا.

## وصلات خارجية
- راؤول موريتي على موقع IMDb (الإنجليزية)
- راؤول موريتي على موقع ميوزك برينز (الإنجليزية)
- راؤول موريتي على موقع قاعدة بيانات برودواي على الإنترنت (الإنجليزية)
- راؤول موريتي على موقع ديسكوغز (الإنجليزية)
- راؤول موريتي على موقع قاعدة بيانات الفيلم (الإنجليزية)